# آلونک

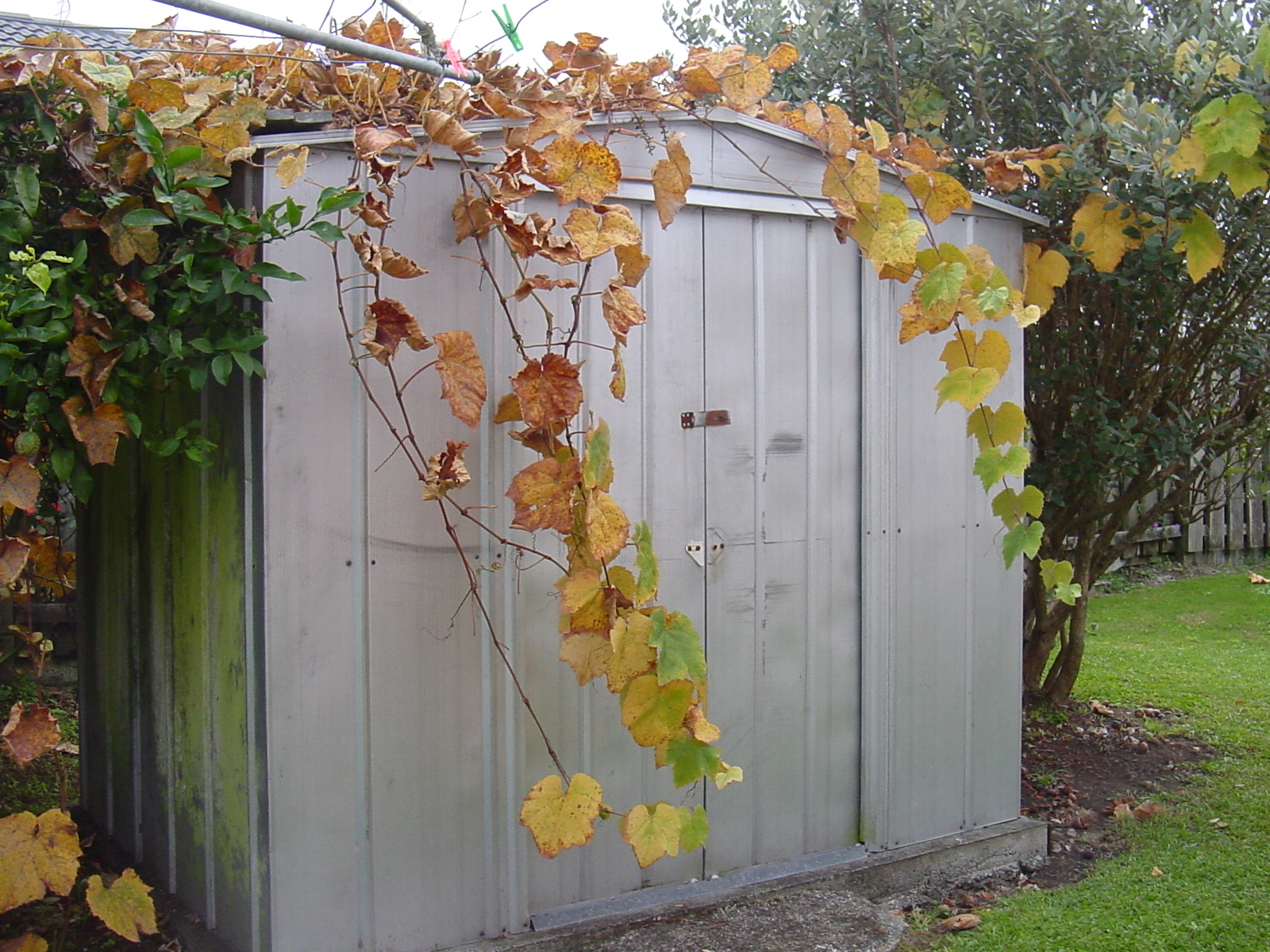
یک انباری در باغچه که از ورق‌های فولادی گالوانیزه ساخته شده که بر روی یک قاب فولادی قرار گرفته.

آلونَک یک سازه مسقف ساده نسبتا کوچک و یک‌طبقه است که معمولاً برای انبار کردن ساخته می‌شود.
سازه‌های این‌چنینی که به عنوان سرپناه و دیگر مقاصد غیر از انبارش استفاده شوند معمولاً آلونَک نامیده می‌شوند و اگر برای انبار وسایل در باغ‌ها استفاده شود اَنباری نام دارد.
انباری معمولاً در پشت باغ خانه‌ها قرار می‌گیرد تا در آن وسایلی انبار شود یا به عنوان محل سرگرمی‌ها یا کارگاه استفاده شود.
در بسیاری از شهرهای جهان حاشیه‌نشینان از سازه‌های آلونکی به عنوان خانه استفاده می‌کنند. به این پدیده آلونک‌نشینی گفته می‌شود.
انباری‌ها و آلونک‌ها ممکن است جدا یا چسبیده به ساختمان‌ها ساخته شوند. آلونک‌های مورد استفاده از کشتزارها یا صنایع ممکن است سازه‌هایی در اندازه‌های بسیار بزرگ باشند.